# Annette Gordon-Reed
Annette Gordon-Reed (Livingston, 19 november 1958) is een Amerikaans jurist en historicus. Zij is als hoogleraar verbonden aan de Harvard-universiteit. Haar aandachtsgebieden zijn Amerikaanse rechtsgeschiedenis, slavernij en recht, en strafrecht en strafvordering. Zij is internationaal bekend door haar onderzoek naar Thomas Jefferson en de families van slaafgemaakten op zijn landgoed Monticello. Zij is een winnaar van de Pulitzerprijs, een MacArthur Fellowship, en de National Humanities Medal.

## Biografie en loopbaan
Gordon-Reed groeide op in Conroe (Texas), een stad die in haar kindertijd nog gesegregeerd was. Zij was in 1965 een van de eerste zwarte kinderen op een voorheen witte basisschool.
Ze haalde in 1981 magna cum laude haar Bachelor of Arts in geschiedenis aan Dartmouth College. In 1984 behaalde ze haar Juris Doctor aan de Harvard Law School, waar zij als eerste Afro-Amerikaan redacteur was van de Harvard Law Review. Van 1984 tot 1987 werkte Gordon-Reed bij een advocatenkantoor in New York. Vervolgens werd zij in 1987 hoofd juridische zaken voor de New York City Board of Corrections, en stelde minimumnormen op voor de gevangenissen van New York.
In 1992 werd ze hoogleraar aan de New York Law School, en in 2007 ook hoogleraar geschiedenis aan Rutgers-universiteit. In 2010 maakte ze de overstap naar de Harvard-universiteit als hoogleraar geschiedenis en Amerikaanse rechtsgeschiedenis. Haar aandachtsgebieden zijn Amerikaanse rechtsgeschiedenis, slavernij en recht, en strafrecht en strafvordering.
Gordon-Reed werd in 1997 internationaal bekend met het boek Thomas Jefferson and Sally Hemings: an American controversy. Voor dit boek deed zij onderzoek naar de geruchten over een relatie tussen president Thomas Jefferson en de slaafgemaakte Sally Hemings. Gordon-Reed gebruikte haar juridische achtergrond en ervaring om de geloofwaardigheid van verschillende verklaringen en theorieën te toetsen. Hieruit bleek dat historici in het verleden verklaringen die wezen op een relatie tussen Jefferson en Hemings stelselmatig onderwaardeerden, en bewijsmateriaal negeerden. Ook vestigde ze de aandacht op de manier waarop historici omgingen met getuigenissen van zwarte mensen over belangrijke witte personen. Het boek had grote impact, en leidde tot een revisie van het denken over Jeffersons relatie met Hemings, en over de manier waarop in de geschiedschrijving wordt omgegaan met slaafgemaakten.

## Nevenfuncties en onderscheidingen
Gordon-Reed is lid van de Council on Foreign Relations, de American Academy of Arts and Sciences, het National Humanities Center, de American Philosophical Society, en was van 2018-2019 voorzitter van de Society for Historians of the Early American Republic.
Voor haar boeken ontving zij onder meer National Book Award for Nonfiction, Society for Historians of the Early American Republic Book Award, Pulitzer Prize in History, George Washington Book Prize, Anisfield-Wolf Book Award, Frederick Douglass Prize.
In 2009 ontving zij de National Humanities Medal en in 2010 een MacArthur Fellowship.

## Boeken (selectie)
- 1997 - Thomas Jefferson and Sally Hemings: An American Controversy
- 2002 - Race on Trial: Law and Justice in American History (Oxford University Press)
- 2008 - The Hemingses of Monticello: An American Family. Een nader onderzoek naar de familie Hemings
- 2011 - Andrew Johnson: The American Presidents Series—The 17th President, 1865–1869
- 2017 - Most Blessed of the Patriarchs: Thomas Jefferson and the Empire of the Imagination.
- 2021 - On Juneteenth. Analyse van het ontstaan en de betekenis van de feestdag Juneteenth, en de geschiedenis van de relaties tussen zwart en wit in de staat Texas.